# Eichinger See
Der Eichinger See ist ein  2 Hektar großer See direkt an der alten Würm in der Gemeinde Karlsfeld, zwischen Dachau und München.
Er wurde im Jahre 1936 auf dem Grundstück des ehemaligen Bürgermeisters Georg Eichinger zur Kiesentnahme für die BMW (heutiges MAN-Gelände) ausgebaggert.
Er ist ein Grundwassersee mit dem Wehrstaudenbach als Abfluss in nördlicher Richtung.